# Katastrofa lotu United Airlines 175
Lot 175 linii United Airlines (ang. United Airlines Flight 175) – rozkładowy rejs linii United Airlines z Bostonu do Los Angeles samolotem, który 11 września 2001 roku został porwany przez pięciu terrorystów z Al-Ka’idy i rozbity o Wieżę Południową World Trade Center.
Pod względem łącznej liczby ofiar jest to druga katastrofa lotnicza w historii – wyżej znajduje się tylko lot 11 American Airlines, który skończył się w wyniku wbicia samolotu w Wieżę Północną World Trade Center.

## Statek powietrzny

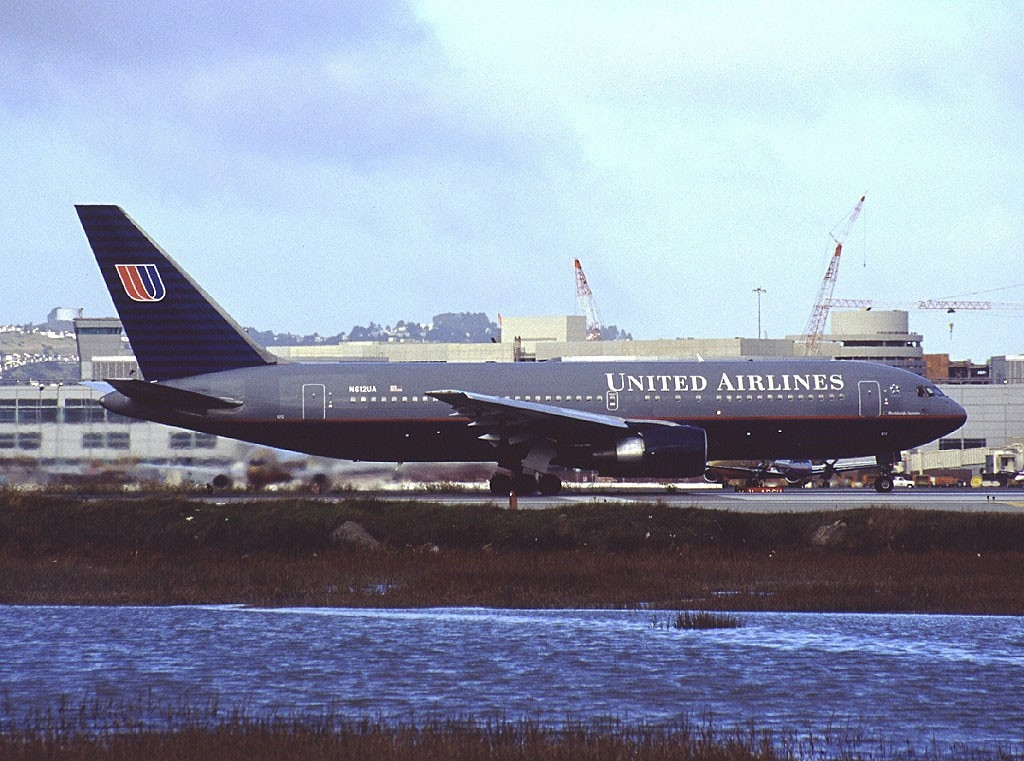
Boeing 767-200 N612UA, który 11 września obsługiwał lot 175, na lotnisku w San Francisco w 1999 roku

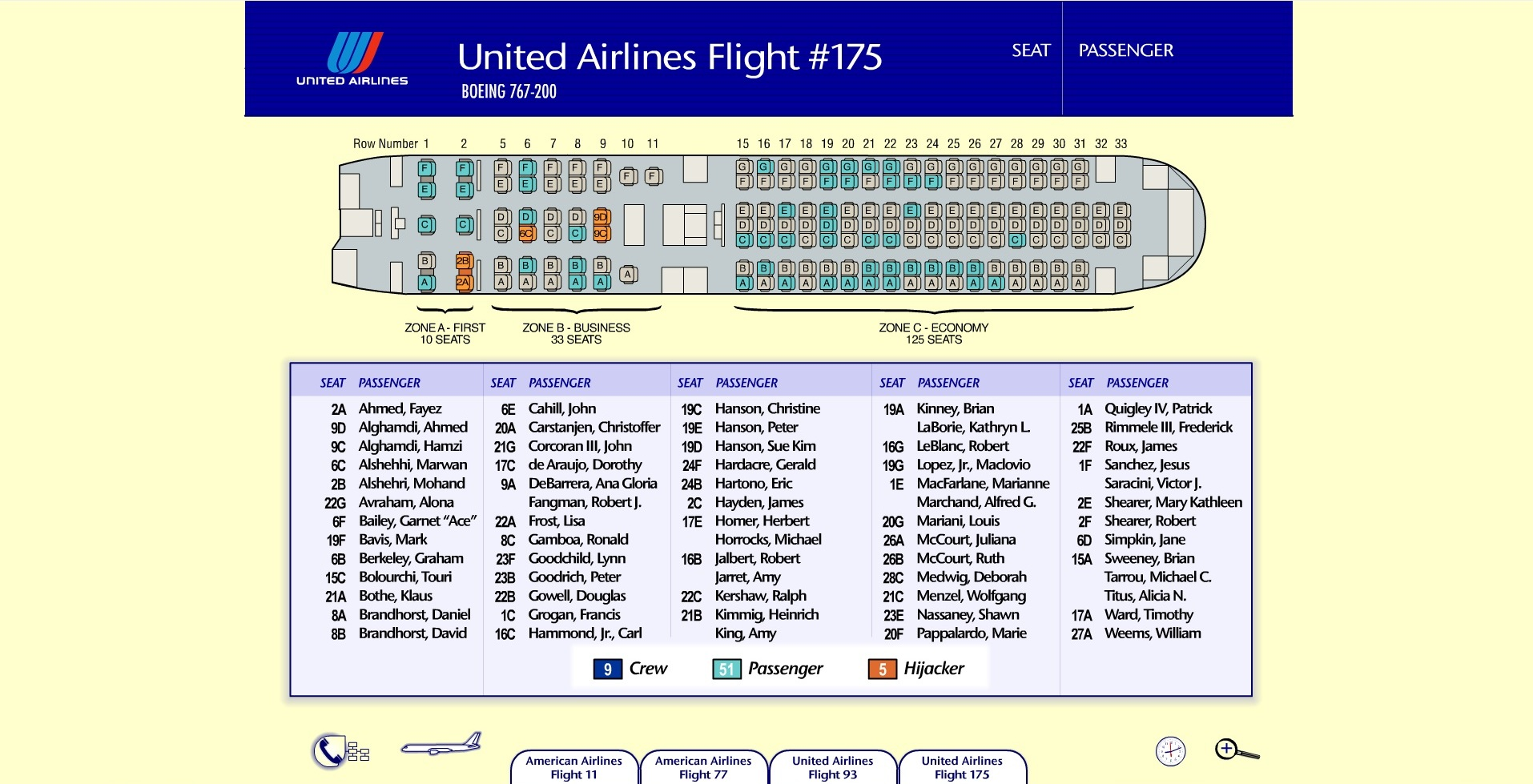
Lista pasażerów i porywaczy, oraz ich miejsca samolocie

Samolotem obsługującym lot UA175 11 września 2001 był Boeing 767-200 linii lotniczych United Airlines o znakach rejestracyjnych N612UA, którego pierwszy lot miał miejsce 27 stycznia 1983 roku. Nalot samolotu wynosił 66647 godzin, mógł zabrać na pokład 168 pasażerów (10 miejsc w pierwszej klasie, 32 miejsc w klasie biznes oraz 126 miejsc w klasie ekonomicznej).

## Pasażerowie i załoga
Na pokładzie samolotu znajdowało się 65 osób: 56 pasażerów (w tym pięcioro porywaczy) i 9 członków załogi; w pierwszej klasie podróżowało 9 osób, w klasie biznes 11 osób, zaś w klasie ekonomicznej 36 osób. Łącznie liczba zajętych miejsc była równa 1/3 pojemności samolotu, znacznie poniżej typowej liczby pasażerów równej 49 proc. pojemności samolotu. Kapitanem był Victor Saracini, zaś II pilotem Michael Horrocks. Wśród pasażerów znaleźli się m.in. byli hokeiści Mark Bavis i Garnet Bailey.

## Porywacze
Grupa porywaczy przydzielona do lotu 175 składała się z pięciu osób. Dowódcą grupy oraz pilotem był Marwan al-Shehhi, zaś porywaczami siłowymi byli Fayez Banihammad, bracia Hamza i Ahmed al-Ghamdi, oraz Mohand al-Shehri.

## Lot

### Załadunek i start z Bostonu
Załadunek pasażerów na pokład lotu 175 rozpoczął się około 7:20. O 7:23 na pokład weszli Fayez Banihammad i Mohand al-Shehri, zajmując miejsca 2A i 2B w pierwszej klasie. Między 7:27 a 7:28 miejsca w klasie biznes zajęli Marwan al-Shehhi (6C), Ahmed al-Ghamdi (9D) oraz Hamza al-Ghamdi (9C).
Samolot wypchnięto z miejsca postojowego C19 przy Terminalu C o godzinie 7:58, dwie minuty przed rozkładowym czasem wylotu. Start z lotniska w Bostonie nastąpił o 8:14. Podczas wznoszenia piloci usłyszeli przez radio „podejrzaną transmisję”, w której według załogi lotu 175 miały paść słowa „zostańcie wszyscy na miejscach” – jej autorem był Muhammad Atta, pilot-porywacz lotu 11 American Airlines. O fakcie poinformowali kontrolę ruchu lotniczego w Nowym Jorku o godz. 8:41. Był to jednocześnie ostatni kontakt kontroli ruchu lotniczego z samolotem.

### Porwanie
Między 8:42 a 8:46 porywacze zaatakowali załogę i pasażerów samolotu. Fayez Banihammad i Mohand al-Shehri dostali się do kokpitu i zamordowali pilotów, umożliwiając al-Shehhiemu przejęcie sterów, natomiast bracia al-Ghamdi wypędzili pasażerów do tyłu samolotu, grożąc, że wysadzą samolot bombą. Zaatakowani zostali również inni członkowie załogi z przodu samolotu.
O 8:46, kilka sekund po rozbiciu lotu 11 o Wieżę Północną World Trade Center w Nowym Jorku, kod transpondera lotu 175 zmienił się dwukrotnie. Kontroler lotu David Bottiglia zauważył nietypowe zachowanie samolotu o 8:51, gdy ten zboczył z kursu. Nakazał załodze zmianę kodu transpondera, jednak nie otrzymał odpowiedzi. W ciągu następnych minut próbował nawiązać kontakt z samolotem, jednak ten nie odpowiadał i kierował się w dalszym ciągu na południowy zachód, po chwili skręcając jednak na północny wschód, w kierunku Nowego Jorku.
Kilka minut po porwaniu, część pasażerów i załogi pokładowej nawiązała kontakt ze swoimi rodzinami lub obsługą naziemną United Airlines przy pomocy telefonów pokładowych, informując o wydarzeniach na pokładzie. W wyniku jednego z nich pracownik United Airlines z San Francisco próbował skontaktować się z załogą za pomocą systemu ACARS, jednak nie otrzymał odpowiedzi.

### Zderzenie
O godz. 8:58, gdy samolot znajdował się nad New Jersey, al-Shehhi wyrównał lot na poziomie 28 500 ft (8686,8 m), wprowadził Boeinga 767 w lot nurkowy. Trwał on do końca lotu, tj. przez 5 minut i 4 sekundy. W ostatnich sekundach lotu al-Shehhi przechylił samolot w lewo.
Samolot wleciał w Wieżę Południową World Trade Center z prędkością ok. 430 wezłów (796,36 km/h) o godz. 9:03, uderzając w piętra od 77 do 85, zabijając wszystkich obecnych na pokładzie oraz setki osób obecnych na wymienionych piętrach Wieży Południowej. Doszło do całkowitego zniszczenia samolotu, a następnie eksplozji ok. 34 tys. litrów paliwa lotniczego, które znajdowały się w jego zbiornikach. Atak został przeprowadzony na oczach tysięcy nowojorczyków i milionów widzów na całym świecie, którzy obserwowali płonącą od 17 minut Wieżę Północną. Stało się jasne, że w Nowym Jorku nie doszło do wypadku, tylko do ataku terrorystycznego.
Liczbę ofiar zwiększyła rezygnacja z ewakuacji budynku dokonana ustnie przez ochronę nietkniętej Wieży Południowej, po ataku na Wieżę Północną.
Ponieważ al-Shehhi wleciał samolotem we wschodnią część Południowej Wieży, zniszczenia w jej przypadku były inne niż w Wieży Północnej. Najważniejszą różnicą było utrzymanie drożności jednej klatki schodowej, która znajdowała się w północno-zachodnim narożniku Południowej Wieży. Pozwoliło to na ucieczkę kilkunastu osobom znajdującym się w strefie uderzenia lub powyżej niej. Jednym z ocalałych ze strefy uderzenia był Stanley Praimnath, który znajdował się na 81 piętrze i widział jak samolot leci w jego kierunku.
Uderzenie przeprowadzone przez al-Shehhiego spowodowało również, że ciężar budynku nie rozkładał się równomiernie jak w przypadku Wieży Północnej – wschodnia, uszkodzona część wieżowca była bardziej obciążona od zachodniej. W połączeniu z pożarem, który doprowadził do dalszego osłabienia struktury budynku, Wieża Południowa zawaliła się o 9:58:59, niecałe 56 minut po uderzeniu lotu 175. Łącznie w wyniku rozbicia lotu 175 o wieżowiec i jego zawalenia się zginęło ok. 900-1000 osób na ziemi.

## Galeria

Schemat uderzenia samolotów w bliźniacze wieże WTC
Schemat uderzenia samolotów w bliźniacze wieże WTC
Schemat uderzeń samolotów w wieżę WTC i rozmieszczenie ich szczątków na ziemi
Południowa Wieża (za kulą ognia) tuż po uderzeniu samolotu lotu 175 o 9:03 czasu lokalnego
Wieża Południowa niedługo po uderzeniu samolotu
Wyrwa po locie 175 w Południowej Wieży
Waląca się Południowa Wieża o 9:59 czasu lokalnego
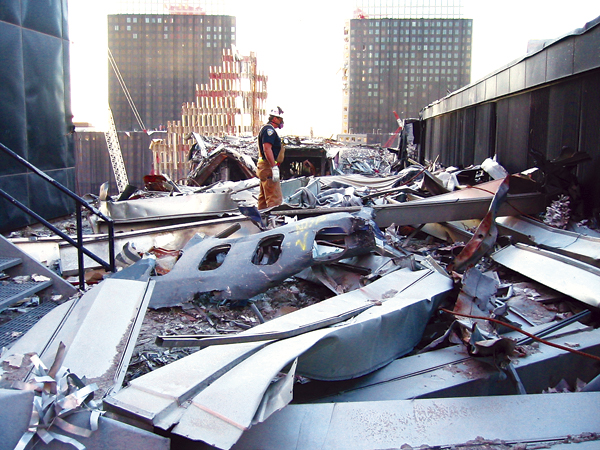
Fragment kadłuba samolotu
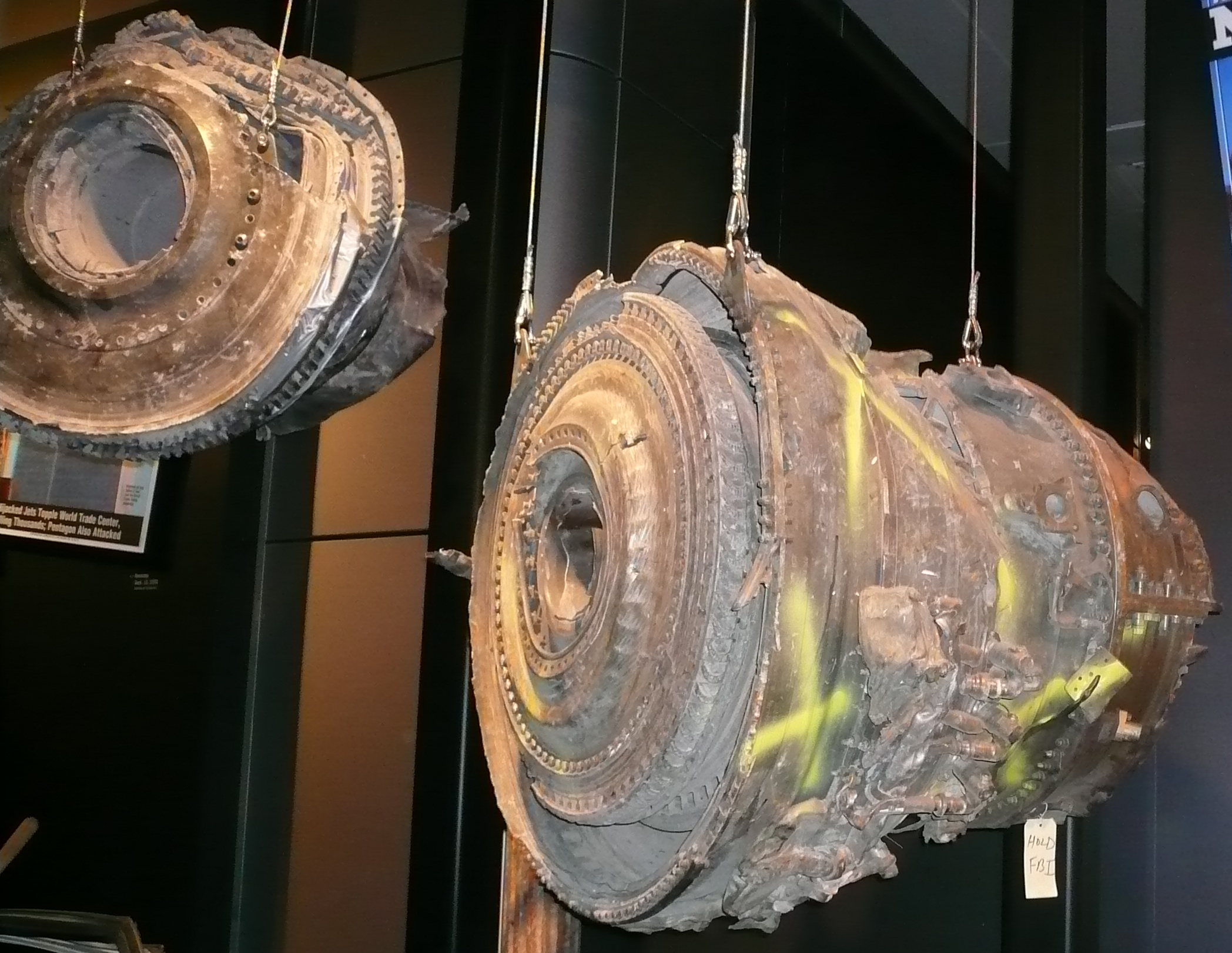
Szczątki silnika lotu 175